# Yarkant
Yarkant eller Yarkand är härad och en  i den autonoma regionen Xinjiangs sydvästra del i västra Kina. Det ligger omkring 1 100 kilometer sydväst om regionhuvudstaden Ürümqi
Yarkant är en oasstad belägen vid Yarkandfloden, ett av Tarimflodens källflöden. Det är
ett jordbruksområde. Staden har också av tradition tillverkning av bomulls- och sidenprodukter. Yarkant var en viktig stad längs den södra karavanrutten runt Taklamakanöknen på Sidenvägen från östra Kina till Centralasien och Indien.
Marco Polo (1254-1324) beskriver Yarkant i sin reseberättelse:
| ”            | [..] Dess invånare, till största delen muhammedaner och några nestorianska kristna, är storaknens undersåtar. I detta land finns fullt upp av födoämnen liksom även bomull. Invånarna är skickliga i konsthantverk. De har ofta uppsvällda ben och stora körtlar på halsen, vilket kommer av vattnet som de dricker. [...] | „ |
| – Marco Polo | |   |

Även Sven Hedin beskriver det sjuka vattnet i  Yarkant som gav upphov till svulster på halsen.